# Pierre Kolp
Pierre Kolp (Colonia, 23 marzo 1969) è un compositore e pedagogo belga.

## Biografia
Kolp ha studiato organo e composizione presso il Conservatorio reale di Bruxelles e, più tardi,  ha studiato composizione presso il Conservatorio di Mosca sotto la guida di Edison Denissov (1993), perfezionandosi contemporaneamente con 
Franco Donatoni (1994-95) e Azio Corghi (1996) - Accademia Chigiana e Accademia Nazionale di Santa Cecilia. Kolp è anche musicologo (1997)- Université libre de Bruxelles.

## Premi e distinzioni
- 1994: primo premio, Concorso di Composizione Horlait Dapsens
- 1995: primo premio Concorso per il 50º anniversario della liberazione
- 1995: Younger European Composer Competition.
- 2005: World Kinespace Competition Archiviato il 5 luglio 2008 in Internet Archive. con il progetto IMMIKS

## Carriera
Le sue opere sono state commissionate e programmate da festival e istituzioni quali  Ars Musica, Festival van Vlaanderen, Musiq3, Radio Clara (Belgio); a Lipsia, Colonia, Festival Syntono-Parigi, Madrid, Londra, Roma, Milano etc.; in America (Québec, Montréal, Festival de música contemporánea de Chile-Santiago, Córdoba, Festival a Tempo Archiviato il 1º luglio 2014 in Internet Archive. - Caracas).
Nel 1995, con i compositori Juan Carlos Tolosa, Francis Ubertelli e David Nuñezañez fonda Black Jackets Company.
Come direttore dell'Istituto Jaques-Dalcroze di Bruxelles è implicato nella pedagogia della musica. Nel 2004, diventa presidente dell'Associazione Nazionale delle Scuole di Musica del Belgio e rappresenta il Belgio nell'European Music School Union.

## Composizioni pubblicate[2]
Composizioni per strumento solista
- P as T  (2008), 2 min.
- Sub-Negation  (2007-2008),  12 min.
- Portiques génitifs (1994), 6 min.
- Beaver Tuned (1998), 10 min.
- Due scherzi  (2007), 12 min.
- So Slow the Snow  (2006), 10 min.

Musica da camera
- Désirs chorégraphiques (1994), 14 min.
- Sept Blasons  (1994), 14 min.
- Interchamps  (1994), 14 min.
- Speaker  (1995), 6 min.
- I ching  (1996), 10 min.
- Incipit vita nova (2001), 7 min.
- So-mani dreams are explored (2005), 15 min.
- The Bowling' Stones (2006), 9 min.
- Plug-in (2007), 6 min.

Composizioni per ensemble
- Chant contre champs (1994), 6 min.
- Antipasti (1995), 12 min.
- Mat (1996), 14 min.
- Have a Break (1997), 18 min.
- Passerelle (1999), 8 min.
- Mani (2001-2002), 6-15 min.
- Wet Wet Wet Wedding (2004), 3-15 min.

Composizioni per la scena
- Los cometas colorados, 10 min.
- The Eyes of Ambush Musique de scène (2003) avec e-live, 8 min.
- Perdre corps Musique pour danse (2005) seulement e-live, 13 min.

Composizioni per orchestra
- Cosmose (2006-2008), 40 min.
- Ho, mia kor' (2007), 8 min.
- Los cometas colorados, 10 min.
- Manimatrix (2002-2004), 25 min.
- Stop Exchange (2008), 20 min.

Musica vocale
- Eggs (1994), 8 min.
- Hors d'un coffret de Santal  (1997), 12 min.